# Typical Male
«Typical Male» —español: «Hombre típico»— es una canción grabada por la cantante de rock suiza Tina Turner para su sexto álbum de estudio, Break Every Rule (1986). Capitol Records lanzó la canción como el sencillo principal del álbum el 11 de agosto de 1986. Escrita por Graham Lyle y Terry Britten, «Typical Male» es inusual para una canción pop, ya que el coro incluye un solo compás en 2/4 de tiempo. El cantante y músico inglés Phil Collins toca la batería en la grabación y el lado B del sencillo era «Don't Turn Around», escrita por Albert Hammond y Diane Warren, y luego versionada por Bonnie Tyler, Aswad y Ace of Base.
«Typical Male» se convirtió en otro éxito internacional para Turner. En los Estados Unidos, la canción encabezó la lista de los 100 mejores sencillos de la revista Cash Box y estuvo a punto de convertirse en su segundo sencillo número uno en el Billboard Hot 100, alcanzando el puesto número dos durante tres semanas consecutivas. Además, alcanzó el puesto número tres en la lista de sencillos R&B de la revista Billboard. «Typical Male» alcanzó las primeras diez posiciones de las listas en países como Austria, Alemania, Nueva Zelanda, Noruega y Suiza. En el Reino Unido, la canción alcanzó el puesto 33 en la UK Singles Chart.

## Video musical
En el video musical que acompaña a «Typical Male», se ve a Turner con un minivestido rojo, coqueteando con un abogado. Ella juega con él ajedrez y Scrabble para llamar su atención. A lo largo del video, se ve a Turner abrazada y apoyada contra una estatua de la pierna del abogado. En un momento del video, ella y el abogado están sentados en un gigantesco auricular de teléfono, y ella salta arriba y abajo en un extremo del teléfono y envía al abogado por los aires. Al final del video, se ve a Turner y al abogado caminando juntos tomados de la mano.

## Versiones oficiales/remixes
- Álbum – 4:17
- 12" Dance Mix – 7:06
- 12" Dub Mix – 6:18

## Créditos y personal
- Tina Turner – voz principal
- Graham Lyle – escritor
- Terry Britten – escritor, productor, guitarras, bajo, coros
- Phil Collins – batería
- Nick Glennie-Smith – teclados
- Tim Cappello – solo de saxofón
- Tessa Niles – coros

## Posicionamiento en las listas
Semanales
| País (Lista de 1986)                  | Posición más alta |
| ------------------------------------- | ----------------- |
| Alemania GfK                          | 3                 |
| Australia Kent Music Report           | 20                |
| Austria Ö3 Austria Top 40             | 6                 |
| Bélgica Ultratop 50 Singles (Flandes) | 17                |
| Canadá Top Singles RPM                | 11                |
| Canadá Adult Contemporary RPM         | 12                |
| España PROMUSICAE                     | 1                 |
| Estados Unidos Billboard Hot 100      | 2                 |
| EE. UU. Billboard Adult Contemporary  | 23                |
| EE. UU. Billboard Dance               | 11                |
| EE. UU. Billboard R&B                 | 3                 |
| EE. UU. Cash Box Top 100              | 1                 |
| Finlandia Suomen virallinen lista     | 1                 |
| Francia SNEP                          | 31                |
| Irlanda Irish Singles Chart           | 12                |
| Noruega VG-lista                      | 2                 |
| Nueva Zelanda RIANZ                   | 8                 |
| Reino Unido UK Singles Chart          | 33                |
| Suecia Sverigetopplistan              | 6                 |
| Suiza Schweizer Hitparade             | 2                 |

- Datos: Q1323177